# Ruta 21-CH
La ruta 21-CH es una ruta internacional que se encuentra en el norte Grande de Chile sobre la Región de Antofagasta. En su recorrido de 196,3 km une Calama con el paso fronterizo Salar de Ollagüe, a metros de la localidad homónima, en el límite con Bolivia. En este punto se encuentra la aduana de control fronterizo de Ollagüe, con todos los servicios controladores. Luego la carretera continúa en el país vecino como ruta 5 con opción de traslado hacia Uyuni y Oruro. 
Esta carretera cumple la función de entregar la conectividad internacional, necesario para incrementar el intercambio comercial y la integración física entre Chile y Bolivia. Respondiendo además a la necesidad de conectividad de las localidades altiplánicas y poblados interiores con los centros de servicio y al interés por acceder a los sectores con atractivos turísticos que forman parte del circuito altiplánico. 
El tramo inicial de la carretera, entre Calama y las cercanías de Lasana, se encuentra pavimentado. Desde este pueblo hasta el paso fronterizo posee carpeta estabilizada. El estado actual del camino es regular en carpeta de ripio y tierra, presentando problemas de serviciabilidad y transitabilidad, ya que en varios sectores el camino se ve interrumpido por rodados, desmoronamiento de taludes, inundaciones en la época del invierno altiplánico y cruces de cursos de agua.
El rol asignado a esta ruta internacional fue ratificado por el decreto MOP N.º 2136 del año 2000.

## Ciudades y localidades
Los accesos inmediatos a ciudades y localidades, y las áreas urbanas por las que pasa esta ruta de sur a norte son:

### Región de Antofagasta
Recorrido: 196 km (kilómetro 0 a 196).
- Provincia de El Loa: Calama (kilómetro 0), San Francisco de Chiu Chiu (km 29-32), acceso a Pucará de Lasana y Lasana (km 39), acceso a estación San Pedro (km 78), estación Ascotán y control obligado de Carabineros (km 120), estación Cebollar (km 147), acceso a Amincha (km 193), Ollagüe (km 193).